# Villentrois
Villentrois là một xã ở tỉnh Indre ở miền trung nước Pháp. Xã này có diện tích 32,38 km², dân số năm 1999 là 645 người. Khu vực này có độ cao trung bình 93 mét trên mực nước biển.